# Iván Fundora
Iván Fundora, född den 14 april 1976, är en kubansk brottare som tog OS-brons i welterviktsbrottning i fristilsklassen 2004 i Aten.